# Central Hidroeléctrica 3 de Febrero
La Central Hidroeléctrica 3 de Febrero es una planta hidroeléctrica situada en el curso del Río Torola en El Salvador. Es una de las más grandes obras de infraestructura en el oriente del país y ha costado más que cualquier otro proyecto de hidroeléctrico en la historia de El Salvador, con estimaciones de hasta 759 millones de dólares. Fue inaugurada y puesta en funcionamiento el 19 de octubre de 2023 por el presidente de El Salvador, Nayib Bukele.

## Historia

### Primeros pasos
La planificación de la Central Hidroeléctrica 3 de Febrero data de 1998 cuando, durante la administración del entonces presidente Armando Calderón Sol, cuando se iniciaron los estudios del proyecto energético.

### Primera piedra
Inició en 2008, durante el periodo presidencial de Antonio Saca y con una inversión de $219,197,700, ese fue el monto del contrato que la Comisión Ejecutiva Hidroeléctrica del Río Lempa (CEL) le dio a la firma italiana Astaldi. El contrato era bajo la modalidad “llave en mano”, es decir, que el monto no cambiaría.
En el contrato se estipulaba que la obra debería ser entregada en 2013. El contrato fue otorgado en noviembre de 2008, aunque la primera piedra fue colocada en septiembre de ese mismo año por el entonces presidente Elías Antonio Saca.

### Retrasos en la obra
En junio de 2010, surgieron los primeros obstáculos que comenzaron a retrasar la obra. La empresa alegó problemas causados por fenómenos naturales, con el diseño y las condiciones del terreno, panorama que ocasionó una situación de emergencia causada por el movimiento de la montaña donde se apoyaba el lado derecho del dique.
Ese problema retrasó la ejecución de la obra durante tres años y le costó $108.5 millones, producto de un arreglo entre CEL y Astaldi, durante la administración presidencial de Mauricio Funes. El proyecto estuvo parado hasta que en 2015, el gobierno de Salvador Sánchez Cerén anunció que se continuarían los trabajos pero que el costo de construcción se incrementaría en 71 millones de dólares por encima del presupuesto inicial con la contratación de las empresas Dycsa, S.A. de C.V. y Tyazhmash S.A., sin embargo no hubo ningún avance significativo en la obra.
En 2019, mediante su perfil en Twitter, el expresidente Mauricio Funes acusó al entonces presidente Salvador Sánchez Cerén de incrementar el valor de la obra.

### Reanudación de obras
En 2019, la Comisión Ejecutiva Hidroeléctrica del Río Lempa reanudó retomó los trabajos de la central luego de resolver el litigio con la constructora italiana. Posteriormente, el 7 de agosto de 2020, el presidente Bukele decidió cambiar el nombre original del proyecto de "El Chaparral" a "Central Hidroeléctrica 3 de Febrero". Tras varios años de retrasos, la construcción de la central finalizó en 2023.

### Inauguración

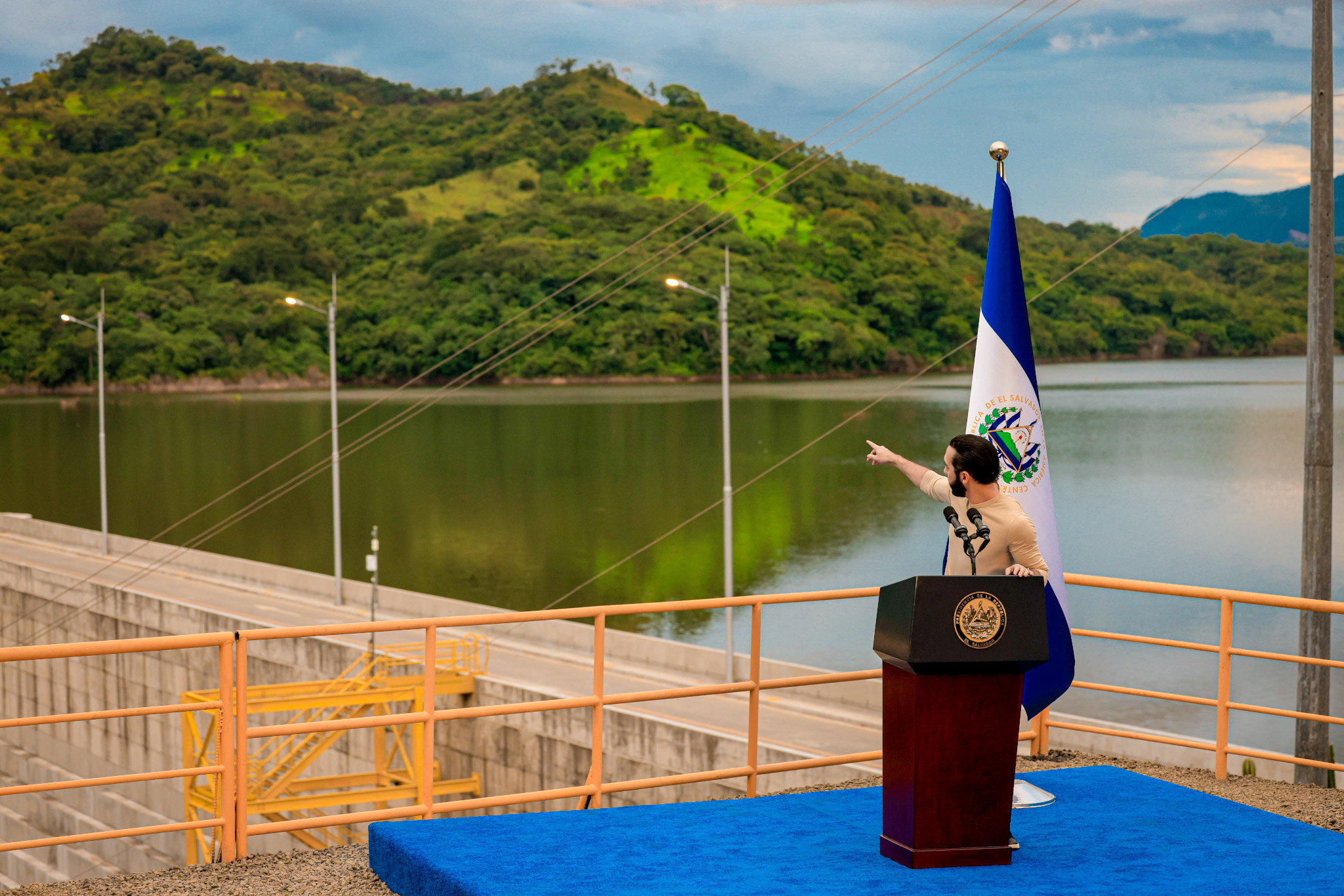
Nayib Bukele durante el acto de inauguración de la Central Hidroeléctrica 3 de Febrero.

La Central Hidroeléctrica 3 de Febrero fue inaugurada oficialmente el 19 de octubre de 2023 por el presidente de El Salvador, Nayib Bukele, en un evento realizado en las instalaciones de la represa ubicada en el departamento de San Miguel.
Durante su discurso inaugural, Bukele destacó que esta central aportará 67 megavatios (MW) adicionales al Sistema Eléctrico Nacional Interconectado.
El mandatario también explicó que la construcción de la central hidroeléctrica finalizó varios meses atrás, sin embargo, se había postergado la inauguración debido a que se estaba a la espera de que los embalses de la represa alcanzaran su máxima capacidad de almacenamiento de agua.

## Polémicas
El 12 de septiembre de 2022, el Juzgado Cuarto de Instrucción de San Salvador declaró culpables al expresidente de la República, Mauricio Funes Cartagena, a su pareja Ada Mitchell Guzmán, el expresidente de la Comisión Ejecutiva Hidroeléctrica del Río Lempa (CEL) Leopoldo Samour; José Efraín Quinteros y Mario Federico Pieragostini, representante de la constructora italiana, Astaldi, por actos de corrupción en el caso conocido como “Chaparral”.
La Fiscalía General de la República de El Salvador, acusa a Funes, Menéndez, Samour y Guzmán, Quinteros y Pieragostini del desvío de más de 45 millones de dólares en fondos públicos en el proyecto de la construcción de la entonces llamada presa El Chaparral.